# Albero genealogico degli imperatori aztechi
L'immagine seguente rappresenta l'albero genealogico degli imperatori aztechi tra il 1376 ed il 1525, tutti discendenti del capostipite della dinastia, Acamapichtili.
|                         |                         |                         |                         |                                          |                                          |                                          |                                          |                                          |                                          |              |              | Acacitli                            | Acacitli                            | Acacitli                            | Acacitli                            | Acacitli                             | Acacitli                             |                                      |                                      | Opochtli Iztahuatzin                 | Opochtli Iztahuatzin                 | Opochtli Iztahuatzin               | Opochtli Iztahuatzin               | Opochtli Iztahuatzin               | Opochtli Iztahuatzin               |                           |                           | Atotoztli I               | Atotoztli I               | Atotoztli I           | Atotoztli I           | Atotoztli I                       | Atotoztli I                       |                                   |                                   |                                   |                                   |                     |                     |                     |                     |                   |                   |                   |                   |               |               |               |               |           |           |                       |                       |                       |                       |                                       |                                       |                                       |                                       |                                       |                                       |
|                         |                         |                         |                         |                                          |                                          |                                          |                                          |                                          |                                          |              |              | Acacitli                            | Acacitli                            | Acacitli                            | Acacitli                            | Acacitli                             | Acacitli                             |                                      |                                      | Opochtli Iztahuatzin                 | Opochtli Iztahuatzin                 | Opochtli Iztahuatzin               | Opochtli Iztahuatzin               | Opochtli Iztahuatzin               | Opochtli Iztahuatzin               |                           |                           | Atotoztli I               | Atotoztli I               | Atotoztli I           | Atotoztli I           | Atotoztli I                       | Atotoztli I                       |                                   |                                   |                                   |                                   |                     |                     |                     |                     |                   |                   |                   |                   |               |               |               |               |           |           |                       |                       |                       |                       |                                       |                                       |                                       |                                       |                                       |                                       |
|                         |                         |                         |                         |                                          |                                          |                                          |                                          |                                          |                                          |              |              |                                     |                                     |                                     |                                     |                                      |                                      |                                      |                                      |                                      |                                      |                                    |                                    |                                    |                                    |                           |                           |                           |                           |                       |                       |                                   |                                   |                                   |                                   |                                   |                                   |                     |                     |                     |                     |                   |                   |                   |                   |               |               |               |               |           |           |                       |                       |                       |                       |                                       |                                       |                                       |                                       |                                       |                                       |
|                         |                         |                         |                         | Tezozomoc (Azcapotzalco) 1320–1426       | Tezozomoc (Azcapotzalco) 1320–1426       | Tezozomoc (Azcapotzalco) 1320–1426       | Tezozomoc (Azcapotzalco) 1320–1426       | Tezozomoc (Azcapotzalco) 1320–1426       | Tezozomoc (Azcapotzalco) 1320–1426       |              |              | Tezcatlan Miyahuatzin               | Tezcatlan Miyahuatzin               | Tezcatlan Miyahuatzin               | Tezcatlan Miyahuatzin               | Tezcatlan Miyahuatzin                | Tezcatlan Miyahuatzin                |                                      |                                      |                                      |                                      |                                    |                                    | Acamapichtli r. 1376–1395          | Acamapichtli r. 1376–1395          | Acamapichtli r. 1376–1395 | Acamapichtli r. 1376–1395 | Acamapichtli r. 1376–1395 | Acamapichtli r. 1376–1395 |                       |                       |                                   |                                   |                                   |                                   |                                   |                                   |                     |                     |                     |                     |                   |                   |                   |                   |               |               |               |               |           |           |                       |                       |                       |                       | sconosciuto                           | sconosciuto                           | sconosciuto                           | sconosciuto                           | sconosciuto                           | sconosciuto                           |
|                         |                         |                         |                         | Tezozomoc (Azcapotzalco) 1320–1426       | Tezozomoc (Azcapotzalco) 1320–1426       | Tezozomoc (Azcapotzalco) 1320–1426       | Tezozomoc (Azcapotzalco) 1320–1426       | Tezozomoc (Azcapotzalco) 1320–1426       | Tezozomoc (Azcapotzalco) 1320–1426       |              |              | Tezcatlan Miyahuatzin               | Tezcatlan Miyahuatzin               | Tezcatlan Miyahuatzin               | Tezcatlan Miyahuatzin               | Tezcatlan Miyahuatzin                | Tezcatlan Miyahuatzin                |                                      |                                      |                                      |                                      |                                    |                                    | Acamapichtli r. 1376–1395          | Acamapichtli r. 1376–1395          | Acamapichtli r. 1376–1395 | Acamapichtli r. 1376–1395 | Acamapichtli r. 1376–1395 | Acamapichtli r. 1376–1395 |                       |                       |                                   |                                   |                                   |                                   |                                   |                                   |                     |                     |                     |                     |                   |                   |                   |                   |               |               |               |               |           |           |                       |                       |                       |                       | sconosciuto                           | sconosciuto                           | sconosciuto                           | sconosciuto                           | sconosciuto                           | sconosciuto                           |
|                         |                         |                         |                         |                                          |                                          |                                          |                                          |                                          |                                          |              |              |                                     |                                     |                                     |                                     |                                      |                                      |                                      |                                      |                                      |                                      |                                    |                                    |                                    |                                    |                           |                           |                           |                           |                       |                       |                                   |                                   |                                   |                                   |                                   |                                   |                     |                     |                     |                     |                   |                   |                   |                   |               |               |               |               |           |           |                       |                       |                       |                       |                                       |                                       |                                       |                                       |                                       |                                       |
|                         |                         |                         |                         |                                          |                                          |                                          |                                          |                                          |                                          |              |              |                                     |                                     |                                     |                                     |                                      |                                      |                                      |                                      |                                      |                                      |                                    |                                    |                                    |                                    |                           |                           |                           |                           |                       |                       |                                   |                                   |                                   |                                   |                                   |                                   |                     |                     |                     |                     |                   |                   |                   |                   |               |               |               |               |           |           |                       |                       |                       |                       |                                       |                                       |                                       |                                       |                                       |                                       |
| Quaquapitzahuac d. 1407 | Quaquapitzahuac d. 1407 | Quaquapitzahuac d. 1407 | Quaquapitzahuac d. 1407 | Quaquapitzahuac d. 1407                  | Quaquapitzahuac d. 1407                  |                                          |                                          | Ayauhcihuatl                             | Ayauhcihuatl                             | Ayauhcihuatl | Ayauhcihuatl | Ayauhcihuatl                        | Ayauhcihuatl                        |                                     |                                     | Huitzilíhuitl 1379–1417 r. 1396–1417 | Huitzilíhuitl 1379–1417 r. 1396–1417 | Huitzilíhuitl 1379–1417 r. 1396–1417 | Huitzilíhuitl 1379–1417 r. 1396–1417 | Huitzilíhuitl 1379–1417 r. 1396–1417 | Huitzilíhuitl 1379–1417 r. 1396–1417 |                                    |                                    | Miahuaxihuitl                      | Miahuaxihuitl                      | Miahuaxihuitl             | Miahuaxihuitl             | Miahuaxihuitl             | Miahuaxihuitl             |                       |                       |                                   |                                   |                                   |                                   |                                   |                                   |                     |                     | Cacamacihuatl       | Cacamacihuatl       | Cacamacihuatl     | Cacamacihuatl     | Cacamacihuatl     | Cacamacihuatl     |               |               |               |               |           |           |                       |                       |                       |                       |                                       |                                       |                                       |                                       |                                       |                                       |
| Quaquapitzahuac d. 1407 | Quaquapitzahuac d. 1407 | Quaquapitzahuac d. 1407 | Quaquapitzahuac d. 1407 | Quaquapitzahuac d. 1407                  | Quaquapitzahuac d. 1407                  |                                          |                                          | Ayauhcihuatl                             | Ayauhcihuatl                             | Ayauhcihuatl | Ayauhcihuatl | Ayauhcihuatl                        | Ayauhcihuatl                        |                                     |                                     | Huitzilíhuitl 1379–1417 r. 1396–1417 | Huitzilíhuitl 1379–1417 r. 1396–1417 | Huitzilíhuitl 1379–1417 r. 1396–1417 | Huitzilíhuitl 1379–1417 r. 1396–1417 | Huitzilíhuitl 1379–1417 r. 1396–1417 | Huitzilíhuitl 1379–1417 r. 1396–1417 |                                    |                                    | Miahuaxihuitl                      | Miahuaxihuitl                      | Miahuaxihuitl             | Miahuaxihuitl             | Miahuaxihuitl             | Miahuaxihuitl             |                       |                       |                                   |                                   |                                   |                                   |                                   |                                   |                     |                     | Cacamacihuatl       | Cacamacihuatl       | Cacamacihuatl     | Cacamacihuatl     | Cacamacihuatl     | Cacamacihuatl     |               |               |               |               |           |           |                       |                       |                       |                       |                                       |                                       |                                       |                                       |                                       |                                       |
|                         |                         |                         |                         |                                          |                                          |                                          |                                          |                                          |                                          |              |              |                                     |                                     |                                     |                                     |                                      |                                      |                                      |                                      |                                      |                                      |                                    |                                    |                                    |                                    |                           |                           |                           |                           |                       |                       |                                   |                                   |                                   |                                   |                                   |                                   |                     |                     |                     |                     |                   |                   |                   |                   |               |               |               |               |           |           |                       |                       |                       |                       |                                       |                                       |                                       |                                       |                                       |                                       |
|                         |                         |                         |                         |                                          |                                          |                                          |                                          |                                          |                                          |              |              |                                     |                                     |                                     |                                     |                                      |                                      |                                      |                                      |                                      |                                      |                                    |                                    |                                    |                                    |                           |                           |                           |                           |                       |                       |                                   |                                   |                                   |                                   |                                   |                                   |                     |                     |                     |                     |                   |                   |                   |                   |               |               |               |               |           |           |                       |                       |                       |                       |                                       |                                       |                                       |                                       |                                       |                                       |
| Matlalatzin             | Matlalatzin             | Matlalatzin             | Matlalatzin             | Matlalatzin                              | Matlalatzin                              |                                          |                                          |                                          |                                          |              |              | Chimalpopoca 1397–1427 r. 1417–1427 | Chimalpopoca 1397–1427 r. 1417–1427 | Chimalpopoca 1397–1427 r. 1417–1427 | Chimalpopoca 1397–1427 r. 1417–1427 | Chimalpopoca 1397–1427 r. 1417–1427  | Chimalpopoca 1397–1427 r. 1417–1427  |                                      |                                      | Moctezuma I 1398–1469 r. 1440–1469   | Moctezuma I 1398–1469 r. 1440–1469   | Moctezuma I 1398–1469 r. 1440–1469 | Moctezuma I 1398–1469 r. 1440–1469 | Moctezuma I 1398–1469 r. 1440–1469 | Moctezuma I 1398–1469 r. 1440–1469 |                           |                           | Chichimecacihuatzin I     | Chichimecacihuatzin I     | Chichimecacihuatzin I | Chichimecacihuatzin I | Chichimecacihuatzin I             | Chichimecacihuatzin I             |                                   |                                   | Tlacaelel 1397–1487               | Tlacaelel 1397–1487               | Tlacaelel 1397–1487 | Tlacaelel 1397–1487 | Tlacaelel 1397–1487 | Tlacaelel 1397–1487 |                   |                   | Huacaltzintli     | Huacaltzintli     | Huacaltzintli | Huacaltzintli | Huacaltzintli | Huacaltzintli |           |           | Itzcóatl r. 1427–1440 | Itzcóatl r. 1427–1440 | Itzcóatl r. 1427–1440 | Itzcóatl r. 1427–1440 | Itzcóatl r. 1427–1440                 | Itzcóatl r. 1427–1440                 |                                       |                                       |                                       |                                       |
| Matlalatzin             | Matlalatzin             | Matlalatzin             | Matlalatzin             | Matlalatzin                              | Matlalatzin                              |                                          |                                          |                                          |                                          |              |              | Chimalpopoca 1397–1427 r. 1417–1427 | Chimalpopoca 1397–1427 r. 1417–1427 | Chimalpopoca 1397–1427 r. 1417–1427 | Chimalpopoca 1397–1427 r. 1417–1427 | Chimalpopoca 1397–1427 r. 1417–1427  | Chimalpopoca 1397–1427 r. 1417–1427  |                                      |                                      | Moctezuma I 1398–1469 r. 1440–1469   | Moctezuma I 1398–1469 r. 1440–1469   | Moctezuma I 1398–1469 r. 1440–1469 | Moctezuma I 1398–1469 r. 1440–1469 | Moctezuma I 1398–1469 r. 1440–1469 | Moctezuma I 1398–1469 r. 1440–1469 |                           |                           | Chichimecacihuatzin I     | Chichimecacihuatzin I     | Chichimecacihuatzin I | Chichimecacihuatzin I | Chichimecacihuatzin I             | Chichimecacihuatzin I             |                                   |                                   | Tlacaelel 1397–1487               | Tlacaelel 1397–1487               | Tlacaelel 1397–1487 | Tlacaelel 1397–1487 | Tlacaelel 1397–1487 | Tlacaelel 1397–1487 |                   |                   | Huacaltzintli     | Huacaltzintli     | Huacaltzintli | Huacaltzintli | Huacaltzintli | Huacaltzintli |           |           | Itzcóatl r. 1427–1440 | Itzcóatl r. 1427–1440 | Itzcóatl r. 1427–1440 | Itzcóatl r. 1427–1440 | Itzcóatl r. 1427–1440                 | Itzcóatl r. 1427–1440                 |                                       |                                       |                                       |                                       |
|                         |                         |                         |                         |                                          |                                          |                                          |                                          |                                          |                                          |              |              |                                     |                                     |                                     |                                     |                                      |                                      |                                      |                                      |                                      |                                      |                                    |                                    |                                    |                                    |                           |                           |                           |                           |                       |                       |                                   |                                   |                                   |                                   |                                   |                                   |                     |                     |                     |                     |                   |                   |                   |                   |               |               |               |               |           |           |                       |                       |                       |                       |                                       |                                       |                                       |                                       |                                       |                                       |
|                         |                         |                         |                         |                                          |                                          |                                          |                                          |                                          |                                          |              |              |                                     |                                     |                                     |                                     |                                      |                                      |                                      |                                      |                                      |                                      |                                    |                                    |                                    |                                    |                           |                           |                           |                           |                       |                       |                                   |                                   |                                   |                                   |                                   |                                   |                     |                     |                     |                     |                   |                   |                   |                   |               |               |               |               |           |           |                       |                       |                       |                       |                                       |                                       |                                       |                                       |                                       |                                       |
|                         |                         |                         |                         |                                          |                                          |                                          |                                          |                                          |                                          |              |              |                                     |                                     |                                     |                                     |                                      |                                      |                                      |                                      |                                      |                                      |                                    |                                    |                                    |                                    |                           |                           |                           |                           |                       |                       |                                   |                                   |                                   |                                   |                                   |                                   |                     |                     |                     |                     |                   |                   |                   |                   |               |               |               |               |           |           |                       |                       |                       |                       |                                       |                                       |                                       |                                       |                                       |                                       |
|                         |                         |                         |                         |                                          |                                          |                                          |                                          |                                          |                                          |              |              |                                     |                                     |                                     |                                     |                                      |                                      |                                      |                                      |                                      |                                      |                                    |                                    |                                    |                                    |                           |                           |                           |                           |                       |                       |                                   |                                   |                                   |                                   |                                   |                                   |                     |                     |                     |                     |                   |                   |                   |                   |               |               |               |               |           |           |                       |                       |                       |                       |                                       |                                       |                                       |                                       |                                       |                                       |
|                         |                         |                         |                         |                                          |                                          | Tezozomoc                                | Tezozomoc                                | Tezozomoc                                | Tezozomoc                                | Tezozomoc    | Tezozomoc    |                                     |                                     |                                     |                                     |                                      |                                      |                                      |                                      | Chichimecacihuatzin II               | Chichimecacihuatzin II               | Chichimecacihuatzin II             | Chichimecacihuatzin II             | Chichimecacihuatzin II             | Chichimecacihuatzin II             |                           |                           | Atotoztli II              | Atotoztli II              | Atotoztli II          | Atotoztli II          | Atotoztli II                      | Atotoztli II                      |                                   |                                   | Tezozomoc                         | Tezozomoc                         | Tezozomoc           | Tezozomoc           | Tezozomoc           | Tezozomoc           |                   |                   | sconosciuto       | sconosciuto       | sconosciuto   | sconosciuto   | sconosciuto   | sconosciuto   |           |           |                       |                       |                       |                       |                                       |                                       |                                       |                                       |                                       |                                       |
|                         |                         |                         |                         |                                          |                                          | Tezozomoc                                | Tezozomoc                                | Tezozomoc                                | Tezozomoc                                | Tezozomoc    | Tezozomoc    |                                     |                                     |                                     |                                     |                                      |                                      |                                      |                                      | Chichimecacihuatzin II               | Chichimecacihuatzin II               | Chichimecacihuatzin II             | Chichimecacihuatzin II             | Chichimecacihuatzin II             | Chichimecacihuatzin II             |                           |                           | Atotoztli II              | Atotoztli II              | Atotoztli II          | Atotoztli II          | Atotoztli II                      | Atotoztli II                      |                                   |                                   | Tezozomoc                         | Tezozomoc                         | Tezozomoc           | Tezozomoc           | Tezozomoc           | Tezozomoc           |                   |                   | sconosciuto       | sconosciuto       | sconosciuto   | sconosciuto   | sconosciuto   | sconosciuto   |           |           |                       |                       |                       |                       |                                       |                                       |                                       |                                       |                                       |                                       |
|                         |                         |                         |                         |                                          |                                          |                                          |                                          |                                          |                                          |              |              |                                     |                                     |                                     |                                     |                                      |                                      |                                      |                                      |                                      |                                      |                                    |                                    |                                    |                                    |                           |                           |                           |                           |                       |                       |                                   |                                   |                                   |                                   |                                   |                                   |                     |                     |                     |                     |                   |                   |                   |                   |               |               |               |               |           |           |                       |                       |                       |                       |                                       |                                       |                                       |                                       |                                       |                                       |
|                         |                         |                         |                         |                                          |                                          |                                          |                                          |                                          |                                          |              |              |                                     |                                     |                                     |                                     |                                      |                                      |                                      |                                      |                                      |                                      |                                    |                                    |                                    |                                    |                           |                           |                           |                           |                       |                       |                                   |                                   |                                   |                                   |                                   |                                   |                     |                     |                     |                     |                   |                   |                   |                   |               |               |               |               |           |           |                       |                       |                       |                       |                                       |                                       |                                       |                                       |                                       |                                       |
|                         |                         |                         |                         |                                          |                                          |                                          |                                          |                                          |                                          |              |              |                                     |                                     |                                     |                                     | Axayacatl r. 1469–1481               | Axayacatl r. 1469–1481               | Axayacatl r. 1469–1481               | Axayacatl r. 1469–1481               | Axayacatl r. 1469–1481               | Axayacatl r. 1469–1481               |                                    |                                    | Tízoc r. 1481–1486                 | Tízoc r. 1481–1486                 | Tízoc r. 1481–1486        | Tízoc r. 1481–1486        | Tízoc r. 1481–1486        | Tízoc r. 1481–1486        |                       |                       | Ahuitzotl r. 1486–1502            | Ahuitzotl r. 1486–1502            | Ahuitzotl r. 1486–1502            | Ahuitzotl r. 1486–1502            | Ahuitzotl r. 1486–1502            | Ahuitzotl r. 1486–1502            |                     |                     | Chalchiuhnenetzin   | Chalchiuhnenetzin   | Chalchiuhnenetzin | Chalchiuhnenetzin | Chalchiuhnenetzin | Chalchiuhnenetzin |               |               | Moquihuix     | Moquihuix     | Moquihuix | Moquihuix | Moquihuix             | Moquihuix             |                       |                       | Juan Velázquez Tlacotzin r. 1525–1526 | Juan Velázquez Tlacotzin r. 1525–1526 | Juan Velázquez Tlacotzin r. 1525–1526 | Juan Velázquez Tlacotzin r. 1525–1526 | Juan Velázquez Tlacotzin r. 1525–1526 | Juan Velázquez Tlacotzin r. 1525–1526 |
|                         |                         |                         |                         |                                          |                                          |                                          |                                          |                                          |                                          |              |              |                                     |                                     |                                     |                                     | Axayacatl r. 1469–1481               | Axayacatl r. 1469–1481               | Axayacatl r. 1469–1481               | Axayacatl r. 1469–1481               | Axayacatl r. 1469–1481               | Axayacatl r. 1469–1481               |                                    |                                    | Tízoc r. 1481–1486                 | Tízoc r. 1481–1486                 | Tízoc r. 1481–1486        | Tízoc r. 1481–1486        | Tízoc r. 1481–1486        | Tízoc r. 1481–1486        |                       |                       | Ahuitzotl r. 1486–1502            | Ahuitzotl r. 1486–1502            | Ahuitzotl r. 1486–1502            | Ahuitzotl r. 1486–1502            | Ahuitzotl r. 1486–1502            | Ahuitzotl r. 1486–1502            |                     |                     | Chalchiuhnenetzin   | Chalchiuhnenetzin   | Chalchiuhnenetzin | Chalchiuhnenetzin | Chalchiuhnenetzin | Chalchiuhnenetzin |               |               | Moquihuix     | Moquihuix     | Moquihuix | Moquihuix | Moquihuix             | Moquihuix             |                       |                       | Juan Velázquez Tlacotzin r. 1525–1526 | Juan Velázquez Tlacotzin r. 1525–1526 | Juan Velázquez Tlacotzin r. 1525–1526 | Juan Velázquez Tlacotzin r. 1525–1526 | Juan Velázquez Tlacotzin r. 1525–1526 | Juan Velázquez Tlacotzin r. 1525–1526 |
|                         |                         |                         |                         |                                          |                                          |                                          |                                          |                                          |                                          |              |              |                                     |                                     |                                     |                                     |                                      |                                      |                                      |                                      |                                      |                                      |                                    |                                    |                                    |                                    |                           |                           |                           |                           |                       |                       |                                   |                                   |                                   |                                   |                                   |                                   |                     |                     |                     |                     |                   |                   |                   |                   |               |               |               |               |           |           |                       |                       |                       |                       |                                       |                                       |                                       |                                       |                                       |                                       |
|                         |                         |                         |                         |                                          |                                          |                                          |                                          |                                          |                                          |              |              |                                     |                                     |                                     |                                     |                                      |                                      |                                      |                                      |                                      |                                      |                                    |                                    |                                    |                                    |                           |                           |                           |                           |                       |                       |                                   |                                   |                                   |                                   |                                   |                                   |                     |                     |                     |                     |                   |                   |                   |                   |               |               |               |               |           |           |                       |                       |                       |                       |                                       |                                       |                                       |                                       |                                       |                                       |
|                         |                         |                         |                         | Tezozomoctli Acolnahuacatl               | Tezozomoctli Acolnahuacatl               | Tezozomoctli Acolnahuacatl               | Tezozomoctli Acolnahuacatl               | Tezozomoctli Acolnahuacatl               | Tezozomoctli Acolnahuacatl               |              |              | Moctezuma II 1466–1520 r. 1502–1520 | Moctezuma II 1466–1520 r. 1502–1520 | Moctezuma II 1466–1520 r. 1502–1520 | Moctezuma II 1466–1520 r. 1502–1520 | Moctezuma II 1466–1520 r. 1502–1520  | Moctezuma II 1466–1520 r. 1502–1520  |                                      |                                      | Cuitláhuac 1476–1520 r. 1520         | Cuitláhuac 1476–1520 r. 1520         | Cuitláhuac 1476–1520 r. 1520       | Cuitláhuac 1476–1520 r. 1520       | Cuitláhuac 1476–1520 r. 1520       | Cuitláhuac 1476–1520 r. 1520       |                           |                           |                           |                           |                       |                       | Cuauhtémoc 1495–1525 r. 1520–1521 | Cuauhtémoc 1495–1525 r. 1520–1521 | Cuauhtémoc 1495–1525 r. 1520–1521 | Cuauhtémoc 1495–1525 r. 1520–1521 | Cuauhtémoc 1495–1525 r. 1520–1521 | Cuauhtémoc 1495–1525 r. 1520–1521 |                     |                     |                     |                     |                   |                   |                   |                   |               |               |               |               |           |           |                       |                       |                       |                       |                                       |                                       |                                       |                                       |                                       |                                       |
|                         |                         |                         |                         | Tezozomoctli Acolnahuacatl               | Tezozomoctli Acolnahuacatl               | Tezozomoctli Acolnahuacatl               | Tezozomoctli Acolnahuacatl               | Tezozomoctli Acolnahuacatl               | Tezozomoctli Acolnahuacatl               |              |              | Moctezuma II 1466–1520 r. 1502–1520 | Moctezuma II 1466–1520 r. 1502–1520 | Moctezuma II 1466–1520 r. 1502–1520 | Moctezuma II 1466–1520 r. 1502–1520 | Moctezuma II 1466–1520 r. 1502–1520  | Moctezuma II 1466–1520 r. 1502–1520  |                                      |                                      | Cuitláhuac 1476–1520 r. 1520         | Cuitláhuac 1476–1520 r. 1520         | Cuitláhuac 1476–1520 r. 1520       | Cuitláhuac 1476–1520 r. 1520       | Cuitláhuac 1476–1520 r. 1520       | Cuitláhuac 1476–1520 r. 1520       |                           |                           |                           |                           |                       |                       | Cuauhtémoc 1495–1525 r. 1520–1521 | Cuauhtémoc 1495–1525 r. 1520–1521 | Cuauhtémoc 1495–1525 r. 1520–1521 | Cuauhtémoc 1495–1525 r. 1520–1521 | Cuauhtémoc 1495–1525 r. 1520–1521 | Cuauhtémoc 1495–1525 r. 1520–1521 |                     |                     |                     |                     |                   |                   |                   |                   |               |               |               |               |           |           |                       |                       |                       |                       |                                       |                                       |                                       |                                       |                                       |                                       |
|                         |                         |                         |                         | Diego de Alvarado Huanitzin r. 1539–1541 | Diego de Alvarado Huanitzin r. 1539–1541 | Diego de Alvarado Huanitzin r. 1539–1541 | Diego de Alvarado Huanitzin r. 1539–1541 | Diego de Alvarado Huanitzin r. 1539–1541 | Diego de Alvarado Huanitzin r. 1539–1541 |              |              | Isabel Moctezuma 1509–1551          | Isabel Moctezuma 1509–1551          | Isabel Moctezuma 1509–1551          | Isabel Moctezuma 1509–1551          | Isabel Moctezuma 1509–1551           | Isabel Moctezuma 1509–1551           |                                      |                                      |                                      |                                      |                                    |                                    |                                    |                                    |                           |                           |                           |                           |                       |                       |                                   |                                   |                                   |                                   |                                   |                                   |                     |                     |                     |                     |                   |                   |                   |                   |               |               |               |               |           |           |                       |                       |                       |                       |                                       |                                       |                                       |                                       |                                       |                                       |